# السماسر

تعديل مصدري - تعديل

السماسر هي إحدى حارات حي المشنة بمدينة إب اليمنية، بلغ تعداد سكانها 288 نسمة حسب تعداد اليمن لعام 2004.